# Fernanda Ribeiro
Maria Fernanda Moreira Ribeiro (ur. 23 czerwca 1969 w Penafiel) – portugalska lekkoatletka, specjalizująca się w biegach na długich dystansach. Pięciokrotna olimpijka (1988, 1992, 1996, 2000, 2004), w tym medalistka igrzysk olimpijskich z Atlanty i Sydney.
Mistrzyni olimpijska w biegu na 10 000 m (Atlanta 1996), gdzie pokonała rekordzistkę świata, Chinkę Wang Junxia. Brązowa medalistka olimpijska w tej samej konkurencji (Sydney 2000). Mistrzyni świata na 10 000 m (Göteborg 1995), dwukrotna srebrna (Göteborg 1995 – bieg na 5000 m; Ateny 1997 – 10 000 m) i brązowa (Ateny 1997 – 5000 m) medalistka MŚ. Złota (Helsinki 1994) i srebrna (Budapeszt 1998) medalistka mistrzostw Europy w biegu na 1000 m. Brązowa medalistka halowych mistrzostw świata (1997) oraz dwukrotna złota (1994, 1996) i srebrna (1998) medalistka HME w biegu na 3000 m. 
Była rekordzistka świata w biegu na 5000 m (14:36,45 w 1995).